# Готфрид фон Даун-Грумбах
Готфрид фон Даун-Грумбах (на немски: Gottfried I Wildgraf in Dhaun und Grumbach; * пр. 1258; † сл. 1301) е вилдграф в Даун (в Хунсрюк) и Грумбах в Рейнланд-Пфалц.
Той е най-малкият син на Конрад II фон Даун († сл. 1263), вилдграф на Кирбург, Даун, Шмидтбург, Грумбах, Дронекен и Флонхайм, и съпругата му графиня Гизела фон Саарбрюкен († сл. 1265), дъщеря на граф Симон II фон Саарбрюкен († 1207) и Лиутгард фон Лайнинген († сл. 1239).
По-малък брат е на Герхард I († 1259), архиепископ на Майнц (1251 – 1259), Конрад II († 1279), епископ на Фрайзинг (1258 – 1279), Хайнрих фон Даун († сл. 1284), абат на абатство „Св. Максимин“ в Трир, Симон фон Даун († сл. 1280), пропст на манастир „Св. Мауритц“ в Майнц, и Емих II фон Кирбург-Шмидтбург († пр. 1284), вилдграф в Кирбург-Шмидтбург.

## Фамилия
Готфрид фон Даун-Грумбах се жени и има две деца:
- Конрад IV фон Даун-Грумбах († сл. 1327), женен за Хилдегард фогт фон Хунолщайн († 11 декември 1306)
- дете